# Хиль, Брайан Александер
Брайан Александер Хиль Уртадо (исп. Brayan Alexander Gil Hurtado; род. 28 июня 2001, Кали) — сальвадорский футболист, нападающий клуба «Балтика» и сборной Сальвадора.

## Клубная карьера
Хиль начал карьеру в клубе сальвадорской Примеры B «Брухос дде Исалько», за который в первом же сезоне он забил 15 голов в 15 играх. В 2019 году игрок перешёл в ФАС. 28 июля в матче против «Альянсы» он дебютировал в сальвадорской Примере. 11 августа в поединке против «Индепендьенте» Брайан забил свой первый гол за ФАС. В матчах против «Венседора» и «Чалатенаньо» он сделал «покер» и хет-трик. В 2020 году на правах аренды Брайан на правах аренды перешёл в бельгийский «Гент», но не сыграл за основной состав.
В 2020 году Хиль перешёл в колумбийский «Альянса Петролера». 2 октября в матче против «Онсе Кальдас» он дебютировал в Кубке Мустанга. 25 сентября 2021 года в поединке против «Онсе Кальдас» Брайан забил свой первый гол за «Альянса Петролера».
В начале 2023 года Хиль перешёл в «Депортес Толима». 27 января в матче против «Америка де Кали» он дебютировал за новую команду. В этом же поединке Брайан забил свой первый гол за «Депортес Толима».
18 января 2025 года стал игроком калининградской «Балтики», подписав с клубом конракт до 31 мая 2029 года. 18 июля 2025 года дебютировал в РПЛ и забил первый гол сезона в гостевом матче против московского «Динамо».

## Международная карьера
28 марта 2023 года в Лиги наций КОНКАКАФ против сборной США Хиль дебютировал за сборную Сальвадора.
В 2023 году Брайан принял участие в Золотом кубке КОНКАКАФ. На турнире он сыграл в матчах против команд Мартиники, Коста-Рики и Панамы. В поединке против панамцев Хиль забил свой первый гол за национальную команду.

### Голы за сборную Сальвадора
| #  | Дата             | Место проведения                                                     | Соперник          | Счёт | Голы | Соревнование                           |
| -- | ---------------- | -------------------------------------------------------------------- | ----------------- | ---- | ---- | -------------------------------------- |
| 1. | 5 июля 2023      | Шелл Энерджи Стэдиум, Хьюстон, США                                   | Панама            | 0:1  | 2:2  | Золотой кубок КОНКАКАФ 2023            |
| 2. | 10 сентября 2023 | Стадион имени Хорхе «Эль Магико» Гонсалеса, Сан-Сальвадор, Сальвадор | Тринидад и Тобаго | 2–2  | 2–3  | Лига наций КОНКАКАФ 2023/2024 (Лига A) |
| 3. | 26 марта 2024    | Шелл Энерджи Стэдиум, Хьюстон, США                                   | Гондурас          | 1–0  | 1–1  | Товарищеский матч                      |